# Зопито
Зопито — святой мученик. День памяти — 12 октября.
Первоначально считалось, что имя Зопито произошло от вероятной надписи на надгробной плите в катакомбах Святого Каллиста, которая относилась к мученику «sopitus in Domine» («усопшему о Господе»). Это убеждение, по крайней мере отчасти, утратило свою категоричность, когда было обнаружено надгробие с греческой надписью, относящейся к некоему Zopiro - буквально: «o Zopyros» (то есть «прославленному Зопиро»), который претерпел мучения в возрасте 20 лет 12 октября. Таким образом, это подтверждает существование молодого мученика с этим именем, кроме того, отличного от Зопито как по ударению, так и по написанию, происходящего от греческого слова «тот, кто подбрасывает угли» или «тот, кто зажигает Звезду». Кроме дня кончины 12 октября, память святого празднуется на государственном уровне 25 мая в память о принесении мощей в храм святого апостола Петра в 1711 году.

## Почитание
Мощи святого были перенесены сначала в Пенне, а затем в Лорето-Апрутино, в коллегиальную церковь святого Петра епископом Пенне и аббатом Лорето в 1711 году. В то время для иощей был изготовлен драгоценный позолоченный серебристый бюст-реликварий работы мастера школы Джузеппе Саммартино в Неаполе, очень похожий на бюст святого Максима, похищенный из собора Пенне в 1982 году.
Святой Зопито — покровитель Лорето Апрутино. Во время шествия, проводимого в его честь в Духов день, в церковь приводили быка, на котором ехал ребёнок, одетый в белое. Бычий навоз предзнаменовал крестьянам урожай. По традиции, быка заставляли преклонить колена перед бюстом святого, как это произошло во время принесения его мощей из Пенне в Лорето Апрутино. По преданию, во время торжественной процессии крестьянин, пребывавший на полях вместе со своим волом в то время, когда мимо провозили Яреликварий с мощами, был настолько погружён в свою работу, что не обратил никакого внимания на процессию. Тогда бык отошёл от хозяина, не обращая внимания на его призывы, и, приблизившись к процессии, осмысленно преклонил колена.